# سوراتو آنراکو
سوراتو آنراکو (انگلیسی: Sorato Anraku؛ زادهٔ ۱۴ نوامبر ۲۰۰۶) سنگ‌نورد اهل ژاپن است.